# California High School
California High School (deutscher Alternativtitel: Pausenstreß und erste Liebe; Originaltitel: Saved by the Bell) ist eine US-amerikanische Sitcom des US-Senders NBC, die von 1989 bis 1993 in den USA produziert und dort auch erstmals ausgestrahlt wurde. Die deutsche Erstausstrahlung der vier Staffeln erfolgte ab dem 2. Januar 1994 bei RTL II.

## Handlung
Die Serie verfolgte das Heranwachsen einer Schülergruppe zunächst an der Bayside High School und später an den nachfolgenden Bildungseinrichtungen. Insbesondere die Hauptdarsteller Mark-Paul Gosselaar, Tiffani-Amber Thiessen, Elizabeth Berkley und Mario Lopez wurden durch die Serie weltweit bekannt und profitierten durch einen Schub für ihre Schauspielkarriere.
Die Dramaturgie bezog die Serie aus den typischen Problemfeldern Heranwachsender wie Drogen, Alkohol, Führerschein, Geldmangel, Rivalität, Schule, Abitur, Studium, Hochzeit, Scheidung, Mobbing sowie Umweltschutz und Freundschaft. Mit diesem Muster wurde die Serie Vorreiter für viele nachfolgende. Sexuelle Erlebnisse wurden zwar thematisiert, aber nie gezeigt. Die Wohnungen der Hauptakteure befanden sich in Palisades Hills, einem bekannten Vorort von Los Angeles in Kalifornien.

## Besetzung und Synchronisation
| Rollenname                                           | Schauspieler        | Synchronsprecher |
| ---------------------------------------------------- | ------------------- | ---------------- |
| Zachary „Zack“ Morris (86 Folgen, 1989–1992)         | Mark-Paul Gosselaar | Björn Schalla    |
| Samuel „Screech“ Powers (86 Folgen, 1989–1992)       | Dustin Diamond      | Sven Plate       |
| Albert Clifford „A.C.“ Slater (86 Folgen, 1989–1992) | Mario Lopez         | Simon Jäger      |
| Lisa Marie Turtle (86 Folgen, 1989–1992)             | Lark Voorhies       | Dascha Lehmann   |
| Kelly Kapowski (75 Folgen, 1989–1992)                | Tiffani Thiessen    | Melanie Hinze    |
| Jessica Myrtle „Jessie“ Spano (75 Folgen, 1989–1992) | Elizabeth Berkley   | Nadja Reichardt  |
| Direktor Richard Belding (86 Folgen, 1989–1992)      | Dennis Haskins      | Helmut Gauß      |
| Max (22 Folgen, 1989–1992)                           | Ed Alonzo           |                  |
| Tori Scott (10 Folgen, 1992)                         | Leanna Creel        |                  |

## Internationaler Erfolg
Die Serie fand rund um die Welt Verbreitung, und es wurden neben der deutschen Synchronisation synchronisierte Fassungen unter anderem in Französisch (Titel: Sauvés par le gong), Spanisch (Salvados por la campana) und Italienisch (Bayside School) produziert.

## Spin-offs
Aufgrund des Erfolgs von Saved by the Bell, insbesondere im Heimatland USA, produzierte NBC 1992 neben der zu diesem Zeitpunkt noch laufenden Serie zunächst einen Fernsehfilm:
- Saved by the Bell: Hawaiian Style, bei dem sich zwar alles um die bekannte Clique der „Bayside High School“ dreht, der thematisch aber ansonsten relativ unabhängig von der Serie agiert (Sommerferien in Hawaii statt Schulalltag in Kalifornien) und die Kontinuität der Serienhandlung nicht beeinträchtigt.

In der Folge gab NBC zwei weitere Spin-offs in Auftrag, dieses Mal jedoch wiederum TV-Serien:
- Saved by the Bell: The College Years (1993–94) – produziert für und ausgestrahlt zur Primetime – ist eine Fortsetzung (Sequel) der Ursprungsserie und folgt diversen Charakteren aus dieser nach deren High-School-Abschluss aufs College;
- Saved by the Bell: The New Class (1993–2000) begleitet dagegen eine neue Gruppe Oberstufenschüler an der „Bayside High“ und wurde nicht für die Hauptsendezeit produziert, sondern samstagvormittags ausgestrahlt.[1]

Nach Einstellung des The-College-Years-Spin-offs nach nur einer Staffel folgte Ende 1994 ein zweiter TV-Film:
- Saved by the Bell: Wedding in Las Vegas, der einerseits ein Sequel jenes „College-Ableger-Sequels“ ist, laut NBC andererseits aber auch den finalen Abschluss der Ursprungsserie Saved by the Bell darstellt.